# سيرهي بيتل
سيرهي بيتل (بالأوكرانية: Пітел Сергій Анатолійович)‏ هو لاعب كرة قدم أوكراني في مركز الوسط، ولد في 10 سبتمبر 1995 في تشورنومورسك في أوكرانيا. لعب مع FC Enerhiya Nova Kakhovka ‏.

## وصلات خارجية
- سيرهي بيتل على موقع اتحاد أوكرانيا (الإنجليزية)
- سيرهي بيتل على موقع Soccerway.com (الإنجليزية)